# Jaola
Jaola fou un estat tributari protegit, una thikana feudatària de Jodhpur, a l'Índia, formada per dotze pobles concedits en jagir i governada per rajputs rathors, fundada per Thakur Sultan Singh, fill del thakur Suraj Mal de Badanwara. El darrer thakur fou Sobhag Singh. El títol fou heretat el 1957 pel seu fill Hanuman Singh.